# Шоломківська сільська рада
Шоломківська сільська рада — колишня адміністративно-територіальна одиниця та орган місцевого самоврядування у Овруцькому районі Коростенської і Волинської округ, Київської й Житомирської областей Української РСР та України з адміністративним центром у с. Шоломки.

## Населені пункти
Сільській раді були підпорядковані населені пункти:
- с. Шоломки
- с. Довгиничі
- с. Збраньки
- с. Слобода-Шоломківська

## Населення
Кількість населення ради станом на 1923 рік становила 1 503 особи, кількість дворів — 377.
Відповідно до результатів перепису населення СРСР, кількість населення ради станом на 12 січня 1989 року становила 2 254 особи.
Станом на 5 грудня 2001 року, відповідно до перепису населення України, кількість мешканців сільської ради становила 2 037 осіб.

## Склад ради
Рада складалася з 16 депутатів та голови.

### Керівний склад сільської ради
| ПІБ                         | Основні відомості                                                                       | Дата обрання | Дата звільнення |
| --------------------------- | --------------------------------------------------------------------------------------- | ------------ | --------------- |
| Могилевець Юрій Миколайович | Сільський голова, 1966 року народження, освіта, безпартійний                            | 26.03.2006   | 31.10.2010      |
| Могилевець Юрій Миколайович | Сільський голова, 1966 року народження, освіта середня спеціальна, член Партії регіонів | 31.10.2010   |                 |

Примітка: таблиця складена за даними джерела

## Історія
Створена 1923 року в складі сіл Довгиничі, Жуки, Шоломки та слободи Шоломківської (згодом — с. Слобода-Шоломківська) Норинської волості Овруцького повіту Волинської губернії. 7 березня 1923 року включена до складу новоутвореного Овруцького району Коростенської округи. Станом на 17 грудня 1926 року в підпорядкуванні ради значився хутір Червоний Хутір, який на 1 жовтня 1941 року не перебував на обліку населених пунктів.
Станом на 1 вересня 1946 року сільська рада входила до складу Овруцького району Житомирської області, на обліку в раді перебували села Довгиничі, Жуки, Слобода-Шоломківська та Шоломки.
11 серпня 1954 року, відповідно до указу Президії Верховної ради Української РСР «Про укрупнення сільських рад по Житомирській області», підпорядковано с. Збраньки ліквідованої Збраньківської сільської ради Овруцького району. На 1 березня 1961 року с. Жуки не перебувало на обліку населених пунктів.
На 1 січня 1972 року сільська рада входила до складу Овруцького району Житомирської області, на обліку в раді перебували села Довгиничі, Збраньки, Слобода-Шоломківська та Шоломки.
17 січня 1977 року, відповідно до рішення Житомирського облвиконкому № 24 «Про питання адміністративно-територіального поділу окремих районів області», підпорядковано с. Заріччя Підрудянської сільської ради Овруцького району. 18 червня 1990 року, відповідно до рішення Житомирської обласної ради «Про внесення змін в адміністративно-територіальний устрій окремих районів», с. Заріччя передане до складу відновленої Зарічанської сільської ради Овруцького району.
Ліквідована 9 листопада 2017 року через об'єднання до складу Овруцької міської територіальної громади Овруцького району Житомирської області.